# Bruchidius meleagrinus
Bruchidius meleagrinus là một loài bọ cánh cứng trong họ Bruchidae. Loài này được Gene miêu tả khoa học năm 1839.